# Cupertino de Miranda
Artur Cupertino de Miranda ComC • GCIH • GOB • GCB • GCMAI (Vila Nova de Famalicão, Louro, 15 de Setembro de 1892 – Lisboa, 13 de Julho de 1988) foi um banqueiro português

## Biografia
Filho de Francisco Cupertino de Miranda, antigo senhor da Quinta de Felgueiras, em Santa Lucrécia do Louro, Vila Nova de Famalicão, e de sua mulher Joaquina Nunes de Oliveira, casal de abastados lavradores, e irmão mais novo de José, Augusto, António, Artur e Maria Amélia Cupertino de Miranda, casada com Mário de Azevedo Duarte, com geração feminina.
De 29 de Junho a 15 de Agosto de 1918 foi Presidente da Comissão Administrativa Municipal da Câmara Municipal do Porto.
Casou no Porto, onde fixou residência, com apenas 19 anos, com Elzira Celeste Maria Maia de Sá (? - 1978), filha de Francisco Maia de Sá e de sua mulher Sofia Duarte da Silva, da qual teve:
- Artur Cupertino de Miranda, casado com Isabel Queirós, da qual teve uma filha:
  - Maria Teresa Cupertino de Miranda, casada com João Cândido Furtado de Antas, com geração feminina
- Maria do Céu Cupertino de Miranda (12 de Maio de 1913 - 31 de Janeiro de 2015), casada com Alberto Pedrosa Pires de Lima (29 de Dezembro de 1907 - 1 de Maio de 1968), com geração
- Maria Augusto Cupertino de Miranda (1915 - 1993), casada com João Carlos Sobral Meireles (1916 - 1991), com geração

Torna-se pela sua visão financeira e profícua actividade numa das maiores figuras da banca portuguesa. Em 1919, abre no Porto, com o seu irmão Augusto, a Casa Bancária Cupertino de Miranda & Irmão, Lda., transformada em 1942 no Banco Português do Atlântico.
Nos anos 60, adquire uma quinta no Algarve, com 1700 hectares, e concebe aí um grande projecto turístico, dotado de marina, hotéis, casino e campos de golfe, fundando deste modo a Lusotur (Vilamoura).
Deu vitalidade a várias empresas, como a Companhia Vidreira Nacional (Covina), a Companhia Vidreira Brasileira (Covibra), a Companhia de Fomento Colonial e a Sociedade Algodoeira de Portugal.
Institui uma Fundação com o seu nome, para fins de educação, cultura e assistência. Dela foi fundador, juntamente com sua mulher, e Presidente vitalício do seu Conselho de Administração.
Após a morte de sua mulher, fixou residência em Lisboa, onde faleceu em 1988.

## Condecorações
Cupertino de Miranda recebeu as seguintes condecorações:
- Comendador da Ordem Militar de Cristo de Portugal (5 de Outubro de 1934)[2][3]
- Grande-Oficial da Ordem de Benemerência de Portugal (12 de Janeiro de 1965)[2][3]
- Grã-Cruz da Ordem do Mérito Civil de Espanha (11 de Maio de 1965)[2][4]
- Grã-Cruz da Ordem de Benemerência de Portugal (27 de Junho de 1969)[2][3]
- Grã-Cruz da Ordem Civil do Mérito Agrícola e Industrial Classe Industrial de Portugal (17 de Março de 1983)[2][3]
- Grã-Cruz da Ordem do Infante D. Henrique de Portugal (26 de Maio de 1988)[2][3]

Recebeu, ainda, a Medalha de Ouro da Municipalidade de Vila Nova de Famalicão (1964), a Comenda da Ordem Nacional do Cruzeiro do Sul (1965), a Medalha da Imperatriz Leopoldina, do Instituto Histórico-Geográfico de São Paulo, Brasil (1967) e a Medalha de Ouro da Cidade do Porto (1969).